# Daniel Parejo
Daniel Parejo Muñoz (n. 16 aprilie 1989, Madrid, Spania) este un mijlocaș spaniol, care joacă în prezent la Villarreal, în Primera División.
După ce a început la Real Madrid, și-a făcut mai întâi un nume în La Liga cu Getafe. Transferat la Valencia în 2011, a continuat să apară în 383 de meciuri oficiale pentru aceasta din urmă și a câștigat Copa del Rey în 2019. De asemenea, a petrecut patru luni în Anglia unde a fost împrumutat la Queens Park Rangers în 2008.
La toate nivelurile de tineret, Parejo a câștigat 43 de selecții pentru Spania și a marcat nouă goluri. A debutat ca senior în 2018, la vârsta de 28 de ani și în prezent are doar 4 apariții.

## Palmares

### Club
Valencia
- Copa del Rey: 2018–19

Villarreal
- UEFA Europa League: 2020–21[1]